# Bilma (departamento)
Bilma é um dos três arrondissements do departamento de Agadèz, no Níger. Possui 18601 habitantes em 2014.

## Comunas
É dividido administrativamente nas seguintes comunas:
- Bilma (Comuna urbana)
- Dirkou
- Gougaram
- Djado
- Fachi